# Маанен, Адриан ван
Адриан ван Маанен (31 марта 1884 — 26 января 1946) — голландский и американский астроном.
Родился в Снеке (Нидерланды). Обучался астрономии в Утрехтском университете. С 1908 по 1910 под руководством Якобуса Каптейна работал в Гронингенском университете.
В 1911 переехал в США и устроился волонтёром в Йеркской обсерватории. Через год перевёлся в обсерваторию Маунт-Вилсон, где проработал до своей смерти в 1946 году.
Известен работами в области астрометрии — определения параллаксов и собственного движения звёзд и туманных объектов.
В 1917 году открыл звезду с большим собственным движением, получившую позже собственное имя — «Звезда ван Маанена».
Известен ошибочным «открытием» вращения галактик, в том числе M 101, M 74, M 33 и M 51. Данные ван Маанена использовались в Большом споре — дискуссии о природе «спиральных туманностей» между Харлоу Шепли и Хербером Кертисом в апреле 1920 года. Так, полученное значение собственного движения деталей галактики M101 0,02′ в год обозначало бы, что расстояние до объекта гораздо меньше размеров нашей галактики Млечный Путь и исключает его внегалактическую природу.
В честь Адриана ван Маанена в 1970 г. назван кратер на Луне.